# أنطوان
أنطوان (بالفرنسية: Antoine)‏ هو مغني فرنسي، ولد في 4 يونيو 1944 في تواماسينا في مدغشقر.

## وصلات خارجية
- الموقع الرسمي
- أنطوان على موقع IMDb (الإنجليزية)
- أنطوان على موقع ميوزك برينز (الإنجليزية)
- أنطوان على موقع ديسكوغز (الإنجليزية)
- أنطوان على موقع قاعدة بيانات الفيلم (الإنجليزية)